# Celsiella revocata
Ел Товарската стъклена жаба (Celsiella revocata) е вид земноводна жаба от семейство Centrolenidae.

## Разпространение и местообитание
Видът е ендемичен за Венецуелската крайбрежна планинска верига. Среща се на надморска височина от 1200 до 1800 метра.
Естествените ѝ местообитания са субтропичните или тропичните влажни планински гори покрай реки. Видът се среща в незасегнатите обитания, но е световно застрашен заради намаляването на обитанията му. Заради намаляването на популацията е със статут Уязвим.